# Michel Renquin
Michel Renquin (3 de novembre de 1955) és un exfutbolista belga.

## Selecció de Bèlgica
Va formar part de l'equip belga a la Copa del Món de 1982. Més tard fou entrenador, principalment a Suïssa.